# Erked
Erked (románul Archita, németül Arkeden, szászul Ärkeden) falu Romániában, Maros megyében.

## Fekvése
Segesvártól 24 km-re DK-re az Erked-patak mellett fekszik.

## Története
1238-ban Erkud néven említik először. A falunak 13. századi eredetű, 1404-ben bővített szász evangélikus temploma van. A templomot négytornyos, kettős falú erődrendszer övezi. Kapubástyáján 1529-es évszám olvasható. 1910-ben 1270, többségben német lakosa volt, jelentős román, cigány és magyar kisebbséggel. A trianoni békeszerződésig Udvarhely vármegye Székelykeresztúri járásához tartozott.
1941-ben még 553, 1977-ben 281 szász lakott a faluban.
A falut elhagyó szászok gazdasági épületeiket a székelyderzsieknek adták el, akik ebből építették korszerű házaikat. 1992-ben 760 lakosából 467 román, 218 cigány, 52 magyar, 23 szász volt.
Európában egyedülálló toronyórával rendelkezik.